# David Boulanger
David Boulanger (né le 11 décembre 1974 à Rouen) est un athlète français, spécialiste de la marche athlétique. Il mesure 1,78 m pour 63 kg. Ses clubs : l'ALCL Grand-Quevilly, le Stade sottevillais 76 et l'Entente Athlétique Chambéry. Il compte 25 sélections en équipe de France A.
En 2007, il est sélectionné en équipe de France aux Championnats du monde d'athlétisme 2007.

## Palmarès
- Championnats du monde d'athlétisme 2001 à Edmonton : 12e sur 50 km
- Championnats d'Europe d'athlétisme 2002 à Munich : 15e sur 50 km
- Jeux olympiques d'été de 2004 à Athènes : 22e sur 50 km
- Championnats d'Europe d'athlétisme 2006 à Göteborg : 15e sur 50 km
- 2007 : Coupe d'Europe à Leamington Spa, sur 50 km (finale) : 12e en 3h51 min 48 s .
- Championnats du monde d'athlétisme 2007 à Osaka : 14e sur 50 km